# 祈德尊 (選區)
祈德尊（英語：Clague Garden，代號K06）是香港荃灣區議會下轄的選區，1994年設立，2023年取消，前任區議員為獨立民主派人士陳劍琴。

## 範圍
選區位於荃灣市中心西南部，由荃灣路、大涌道、曹公坊、曹公街、海壩街、啓康街、沙咀道、大河道所包圍，與其相連的選區有德華、荃灣西與及福來，主要由單幢私人樓宇組成，夾雜祈德尊新邨、灣景廣場、荃灣廣場、全·城滙及滿樂大廈等屋苑，以祈德尊新邨人口最多，名稱亦由此而來，投票站設於寶安商會王少清中學。

## 沿革
1993年港督彭定康推行政改方案改革區議會，取消所有委任議席及雙議席選區制度，全面實行單議席單票制，並改由選區分界及選舉事務委員會制定，區議會選區數目亦隨人口變動而大幅增加，祈德尊是新增的選區之一，由原有雙議席的福來選區分拆而成，當時選區由大涌道、啓康街、沙咀道、大河道包圍。
1994年區議會選舉，由陳金霖和港同盟匯點支持的王銳德競選，結果陳以二百餘票差距打敗王，陳金霖選後加入港進聯。1999年區議會選舉，由於王銳德轉戰愉景選區，本區只有陳金霖報名，故此陳氏自動當選。
2003年區議會選舉，在七一效應帶動民主派支持者投票下，陳金霖以近千票差距擊退報稱獨立民主派的對手陳惠蘭，2005年港進聯併入民建聯，陳金霖亦有跟隨。2007年區議會選舉，陳慧蘭改以社民連名義參選，由於七一效應消除，加上社民連屬於激進派難以吸引所有民主派選票，結果以三成得票被陳金霖擊敗。
2011年區議會選舉，選管會因應福來選區人口過少，將大涌道、曹公坊、曹公街、海壩街一帶唐樓劃入福來選區，議席由社民連分裂而成的人民力量派出林光耀和爭取連任的陳金霖爭奪，最終陳以七成六得票勝出。2014年陳金霖被揭發出租名下工廈天台的僭建屋圖利，陳金霖聲稱從未接到屋宇署清拆令，要求將僭建工廈天台劏房拆去。不過媒體查出原來屋宇署早於2007年已發出清拆令，並在2008年正式「釘契」。
2015年區議會選舉，民建聯陳金霖被迫退休，由時任民建聯荃灣支部主席古揚邦接棒出選，遇上前人民力量成員湯詠芝挑戰，結果古以接近五成半得票勝出，惟古的得票遠遜上兩屆選舉陳逾七成的得票率。
2019年區議會選舉，議席由爭取連任的民建聯古揚邦以及婦女參政網絡陳劍琴競逐，最終陳獲得2,797票，以67票之差險勝古所獲得的2,730票當選，也是首次由泛民主派人士奪取該選區議席。不過古投訴陳在2019年11月16日印出五千份選舉宣傳單張，內容包括「讓懶惰不堪、失職失責的人離開議席」，「讓不敢為民發聲的政棍遠離社區」，「區議會每屆撥款接近1,120萬玩用作資助節日燈飾及國慶等活動，超過1,800萬元撥款幾乎由保皇黨（建制派）地區組織包攬，舉辦蛇齋餅粽活動，但區內社福機構僅得240萬元推行服務」，有惡意影射古之嫌，遂提出選舉呈請。 最後高等法院裁定陳為妥為當選，古揚邦敗訴，陳得以繼續擔任區議員。2021年7月，因應政府計劃追討協助民主派初選區議員的酬金津貼傳聞所帶動的區議員辭職潮中，陳劍琴辭去區議員職務。

## 歷屆議員
| 屆別                  | 議員   | 政治聯繫           | 政治聯繫  |
| --------------------- | ------ | ------------------ | --------- |
| 1994－1999年          | 陳金霖 |                    | 進 港進聯 |
| 2000－2003年          | 陳金霖 |                    | 進 港進聯 |
| 2004－2007年          | 陳金霖 | 進 港進聯 → 民建聯 |           |
| 2008－2011年          | 陳金霖 |                    | 民建聯    |
| 2012－2015年          | 陳金霖 |                    | 民建聯    |
| 2016－2019年          | 古揚邦 |                    | 民建聯    |
| 2020－2021年7月12日   | 陳劍琴 |                    | 無黨籍    |
| 2021年7月13日－2023年 | 懸空   | 懸空               | 懸空      |

## 歷屆選舉結果
| 政党   | 政党   | 候选人    | 票数  | %     | ±      |
| ------ | ------ | --------- | ----- | ----- | ------ |
|        | 獨立   | ①. 陳劍琴 | 2,797 | 50.61 | 不適用 |
|        | 民建聯 | ②. 古揚邦 | 2,730 | 49.39 | ▼4.68  |
| 多数票 | 多数票 | 多数票    | 67    | 1.21  | 6.94   |

| 政党   | 政党   | 候选人    | 票数  | %     | ±      |
| ------ | ------ | --------- | ----- | ----- | ------ |
|        | 民建聯 | ①. 古揚邦 | 1,825 | 54.07 | 不適用 |
|        | 獨立   | ②. 湯詠芝 | 1,550 | 45.93 | 不適用 |
| 多数票 | 多数票 | 多数票    | 275   | 8.15  | ▼45.22 |

| 政党   | 政党     | 候选人    | 票数  | %     | ±      |
| ------ | -------- | --------- | ----- | ----- | ------ |
|        | 人民力量 | ①. 林光耀 | 630   | 23.32 | 不適用 |
|        | 民建聯   | ②. 陳金霖 | 2,072 | 76.68 | ▲2.88‬  |
| 多数票 | 多数票   | 多数票    | 1,442‬ | 53.37 | ▲5.77  |

| 政党   | 政党   | 候选人    | 票数  | %     | ±      |
| ------ | ------ | --------- | ----- | ----- | ------ |
|        | 社民連 | ①. 陳慧蘭 | 754   | 26.20 | 不適用 |
|        | 民建聯 | ②. 陳金霖 | 2,124 | 73.80 | 不適用 |
| 多数票 | 多数票 | 多数票    | 1,370‬ | 47.60 | 不適用 |

| 政党   | 政党   | 候选人    | 票数  | %     | ±      |
| ------ | ------ | --------- | ----- | ----- | ------ |
|        | 獨立   | ①. 陳慧蘭 | 1,169 | 35.33 | 不適用 |
|        | 民建聯 | ②. 陳金霖 | 2,140 | 64.67 | 不適用 |
| 多数票 | 多数票 | 多数票    | 971‬   | 29.34 | 不適用 |

| 政党   | 政党   | 候选人 | 票数     | %   | ±   |
| ------ | ------ | ------ | -------- | --- | --- |
|        | 港進聯 | 陳金霖 | 自動當選 | N/A | N/A‬ |
| 多数票 | 多数票 | 多数票 | N/A      | N/A | N/A |

| 政党   | 政党           | 候选人 | 票数  | %     | ±      |
| ------ | -------------- | ------ | ----- | ----- | ------ |
|        | 建制派         | 陳金霖 | 1,488 | 54.71 | ▲2.88‬  |
|        | 港同盟/匯 匯點 | 王銳德 | 1,232 | 45.29 | 不適用 |
| 多数票 | 多数票         | 多数票 | 256‬   | 9.42  | N/A    |